# Christina Fulton
Pour les articles homonymes, voir Fulton.
Christina Fulton est une actrice américaine, née le 26 juin 1967 à Boise, dans l'Idaho (États-Unis).

## Biographie
D'abord mannequin, elle devient actrice en 1991, en obtenant son premier rôle au cinéma dans le film The Doors, d'Oliver Stone.

## Vie privée
Elle a un fils, Weston, né en 1990 de sa relation avec Nicolas Cage. Elle fréquente ensuite, Shagrath, le chanteur du groupe norvégien Dimmu Borgir.

## Filmographie
- 1991 : The Doors : Nico
- 1992 : Dracula : Vampire Girl
- 1993 : Gunfight at Red Dog Corral : Susan
- 1993 : Snake Eyes (Dangerous Game) : Blonde
- 1993 : Red Shoe Diaries 3: Another Woman's Lipstick (vidéo) : The Other Woman (segment Another Woman's Lipstick)
- 1994 : The Upstairs Neighbour : Farrah
- 1994 : Hard Drive : Dana / Delilah
- 1994 : A Brilliant Disguise : Marlene
- 1995 : The Girl with the Hungry Eyes : Louise
- 1997 : Real Stories of the Donut Men
- 1998 : Lucinda's Spell : Lucinda Bale
- 1998 : Snake Eyes : Roundgirl
- 2000 : Enemies of Laughter : Regina
- 2000 : Red Shoe Diaries 14: Luscious Lola (vidéo) : Tanya (segment Luscious Lola)